# Elena Paleologa (regina di Cipro)
Elena Paleologa (Mistra, 3 febbraio 1428 – Nicosia, 11 aprile 1458) è stata una principessa bizantina appartenente alla dinastia dei Paleologi.
Fu Regina consorte di Cipro, Gerusalemme e Armenia.

## Biografia

### Infanzia

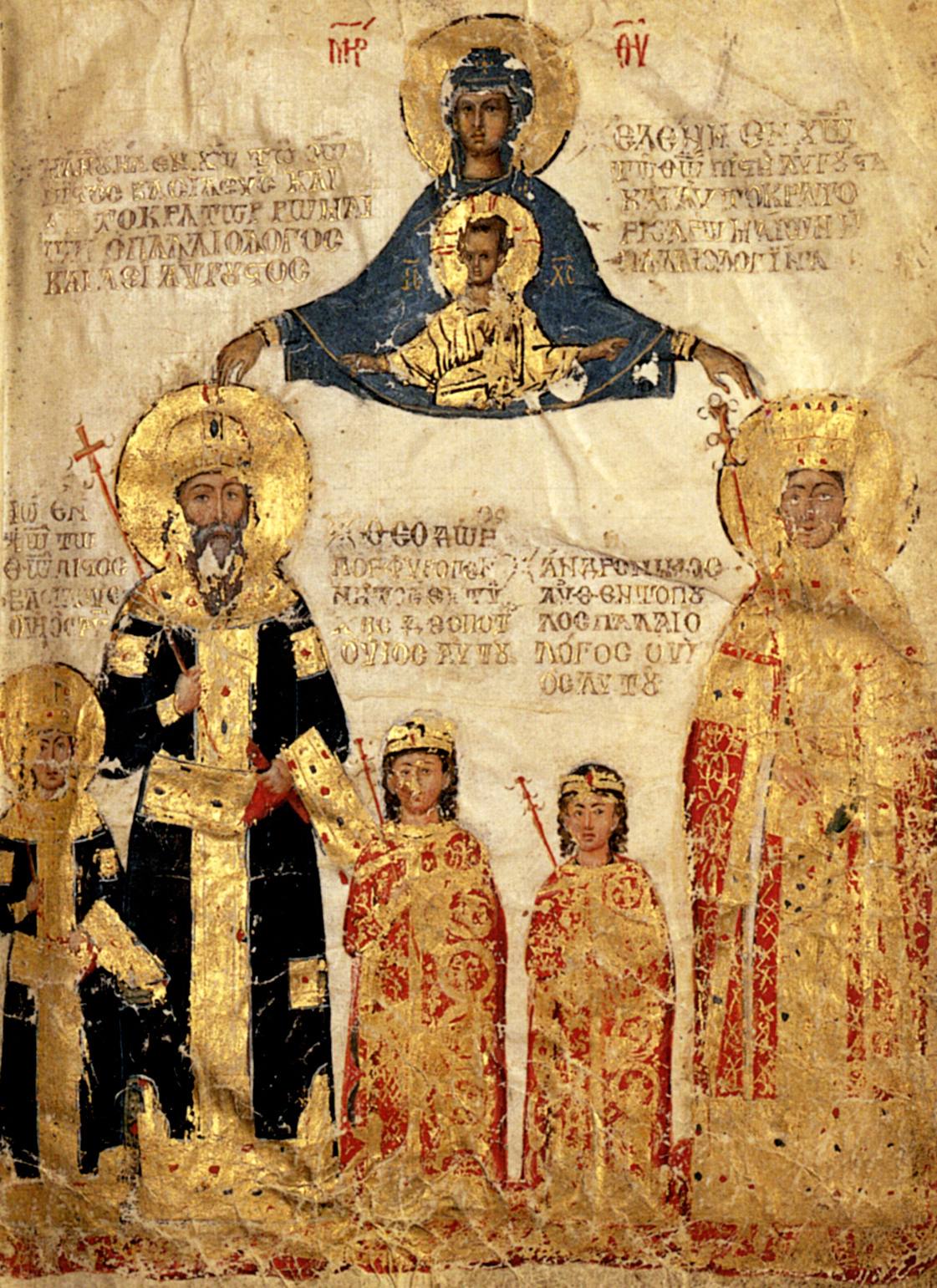
Miniatura prodotta tra il 1403-1404, rappresentante la famiglia imperiale: Manuele II Paleologo con la moglie Elena Dragaš, insieme ai tre figli, da sinistra, Giovanni VIII Paleologo, Teodoro II Paleologo, Andronico Paleologo

Sia secondo Les familles d'outre-mer, che secondo la Chroniques d'Amadi et de Strambaldi. T. 2,  Elena era l'unica figlia di Teodoro II Paleologo, despota della Morea e della moglie Cleofe Malatesta di Pesaro, che, secondo il Ducæ Michælis Ducæ nepotis Historia Byzantina era la figlia del signore di Rimini, Pesaro, Fossombrone, Fratta Todina, Gradara, Jesi, Todi, Narni, Orte e Acquasparta, Malatesta IV Malatesta e di Elisabetta da Varano, morta misteriosamente nel 1433.

Teodoro II Paleologo, ancora secondo Les familles d'outre-mer, era il figlio secondogenito del basileus dei romei, Manuele II Paleologo e di Elena Dragaš

### Matrimonio
Elena, come riportano sia Les familles d'outre-mer, che la Chroniques d'Amadi et de Strambaldi. T. 2 e la Chronique de l'Île de Chypre, andò in sposa, come seconda moglie, al re di Cipro e di Gerusalemme, pretendente al trono armeno di Cilicia, Giovanni II di Lusignano (1432 – 1458), il figlio primogenito del re di Cipro e di Gerusalemme, pretendente al trono armeno di Cilicia, Giano di Lusignano (1375 – 1432) e della sua seconda moglie, Carlotta di Borbone (1388-1422), che, secondo lo storico e genealogista francese, Pierre de Guibours, detto Père Anselme de Sainte-Marie o più brevemente Père Anselme, nel suoHistoire généalogique et chronologique de la maison royale de France, Carlotta era figlia del Conte di La Marche, Giovanni di Borbone-La Marche e della Contessa di Vendôme e di Castres, Caterina di Vendôme. 

Elena era arrivata a Cipro il 2 febbraio 1441, come conferma la Chroniques d'Amadi et de Strambaldi. T. 2, ed il 3 febbraio nella Cattedrale di Santa Sofia a Nicosia erano state celebrate le nozze, e dove venne anche incoronata regina consorte di Cipro, Gerusalemme e Armenia.

Suo marito, Giovanni aveva sposato, in prime nozze, nel 1437, a Ripaglia, per procura (rappresentato dallo zio, Ugo) Amedea Paleologa (1418 – 1440), figlia del Marchese del Monferrato, GianGiacomo; Amedea, che la Chroniques d'Amadi et de Strambaldi. T. 1, cita col nome di Medea, arrivò a Cipro, nel 1440, il matrimonio fu celebrato il 3 luglio e il 13 settembre morì, anche la Chroniques d'Amadi et de Strambaldi. T. 2, cita Amedea col nome di Medea, riportando che il 3 luglio fu anche incoronata regina di Cipro, confermando la morte al 13 settembre e la tumulazione nella chiesa di San Domenico accanto alla suocera, senza aver dato discendenti a Giovanni II.

### Regina di Cipro

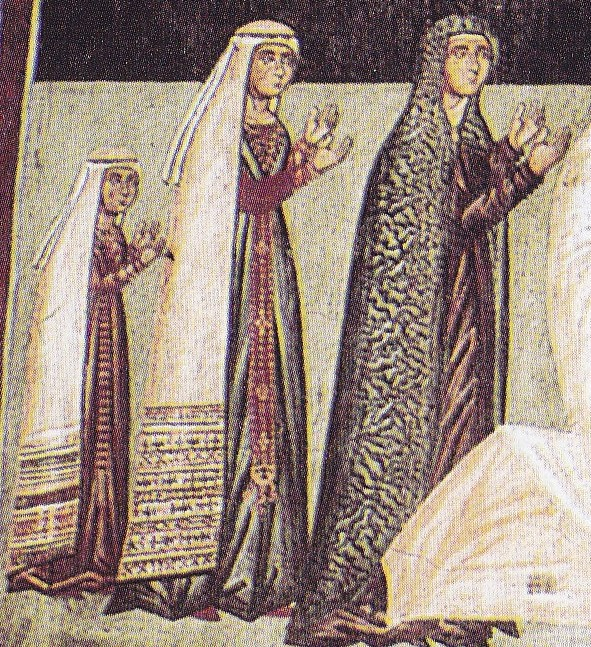
La regina Elena di Cipro con le Principesse

Suo marito, Giovanni II, aveva anche un'amante, Marietta di Patrasso, di cui non si conoscono gli ascendenti e che nella Chronique de l'Île de Chypre viene descritta come una donna bella e saggia (Marietta da Patras dal Arcipelago, donna bellissima e savia), che, prima del 1441, gli aveva dato un figlio, Giacomo detto il Bastardo (1438 – 1473).
Sempre secondo la Chronique de l'Île de Chypre, la regina, Elena, venuta a conoscenza che il re Giovanni II aveva un'amante, la fece convocare e le fece tagliare il naso, per renderla meno attraente agli occhi del marito, ed inoltre desiderava che il figlio di Marietta fosse soppresso, ma Giovanni II lo impedì. 
Elena, cercò di diffondere la religione ortodossa, sostituendo i sacerdoti latini con quelli greci, dimostrando tuttavia grande spirito di accoglienza e assistette ai molti rifugiati bizantini a Cipro, dopo la caduta di Costantinopoli nel 1453, per mano degli ottomani, che posero definitivamente fine a quello che rimaneva del millenario Impero romano d'Oriente. 
La regina lottò strenuamente contro il figlio naturale del marito e contro la madre di questi, Marietta, ma il suo atteggiamento non impedì al sovrano di nominare Giacomo secondo erede, dopo Carlotta, figlia legittima.

Essendo morto l'arcivescovo di Nicosia, il figlio naturale di Giovanni II Giacomo, all'età di quindici anni, lo sostituì con l'approvazione papale.

In quello stesso anno, 1456, la figlia Carlotta, erede al trono, era stata data in moglie a Giovanni di Portogallo, che ricevette il titolo di principe titolare d'Antiochia e affiancò il suocero nel governo del regno; e, quando l'anno successivo, 1457, si ammalò e morì, la suocera, la regina Elena, fu sospettata di averlo fatto avvelenare dal ciambellano di corte, in quanto cercava di contrastare la religione ortodossa.
Rimasta vedova, per la figlia Carlotta fu cercato un nuovo marito, e già nel 1457, furono intavolate trattative con Luigi di Savoia, figlio maschio secondogenito di Ludovico, duca di Savoia e di Anna di Lusignano; Elena però si oppose alle trattative, in quanto riteneva che due cugini primi non dovessero sposarsi, le trattative ripresero dopo la morte di Elena.
Tra il 1457 ed il 1458, Giacomo, che era stato privato dell'arcivescovado di Nicosia ed era andato prima a Venezia e poi a Rodi, era tornato a Cipro per vendicarsi dei suoi nemici; Giovanni II e la moglie si rinchiusero nel castello di Nicosia, dove Elena morì.

### Morte
Secondo la Chronique de l'Île de Chypre, Elena morì l'11 aprile 1458.

## Discendenza

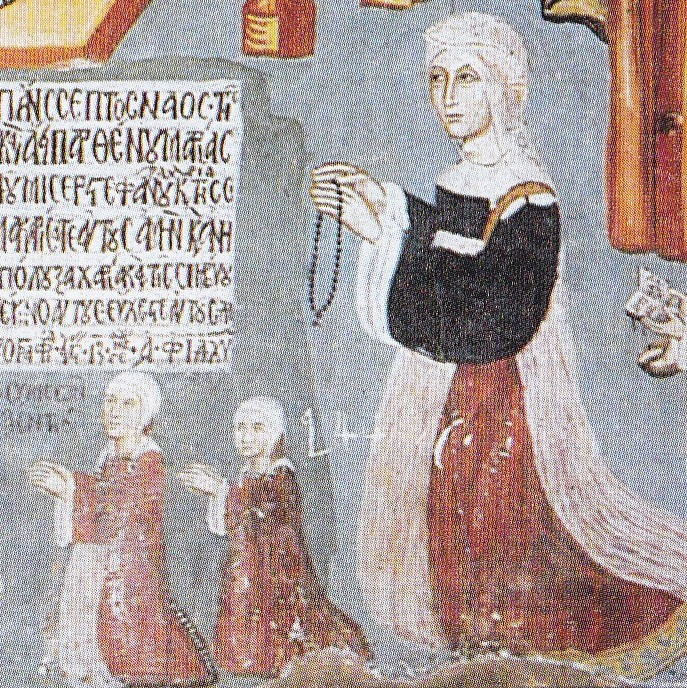
Elena Paleologa con le figlie

Elena a Giovanni II di Cipro diede due figlie:
- Carlotta (1444 – 1487), andata sposa prima a Giovanni di Portogallo (1433 – 1457) e successivamente a Luigi di Savoia (1436 – 1482), conte di Ginevra, figlio di Ludovico I duca di Savoia e di Anna di Lusignano e succedette al padre[21];
- Cleofe[12] (1446 – 1448).

## Ascendenza
|                        |                       |                         | Genitori                          |  |  | Nonni |  |  | Bisnonni             |  |  | Trisnonni               |  |
|                        |                       |                         |                                   |  |  |       |  |  | Giovanni V Paleologo |  |  | Andronico III Paleologo |  |
|                        |                       |                         |                                   |  |  |       |  |  | Giovanni V Paleologo |  |  | Andronico III Paleologo |  |
|                        |                       | Anna di Savoia          |                                   |  |  |       |  |  | Giovanni V Paleologo |  |  |                         |  |
| Manuele II Paleologo   |                       |                         |                                   |  |  |       |  |  | Giovanni V Paleologo |  |  |                         |  |
|                        |                       | Elena Cantacuzena       | Giovanni VI Cantacuzeno           |  |  |       |  |  |                      |  |  |                         |  |
|                        |                       | Elena Cantacuzena       | Giovanni VI Cantacuzeno           |  |  |       |  |  |                      |  |  |                         |  |
|                        |                       | Elena Cantacuzena       | Irene Asanina                     |  |  |       |  |  |                      |  |  |                         |  |
| Teodoro II Paleologo   |                       | Elena Cantacuzena       |                                   |  |  |       |  |  |                      |  |  |                         |  |
|                        |                       | Costantino Dragaš       | Dejan                             |  |  |       |  |  |                      |  |  |                         |  |
|                        |                       | Costantino Dragaš       | Dejan                             |  |  |       |  |  |                      |  |  |                         |  |
|                        |                       | Costantino Dragaš       | Teodora Dušan                     |  |  |       |  |  |                      |  |  |                         |  |
| Elena Dragaš           |                       | Costantino Dragaš       |                                   |  |  |       |  |  |                      |  |  |                         |  |
|                        |                       | Eudocia Comnena         | Alessio III di Trebisonda         |  |  |       |  |  |                      |  |  |                         |  |
|                        |                       | Eudocia Comnena         | Alessio III di Trebisonda         |  |  |       |  |  |                      |  |  |                         |  |
|                        |                       | Eudocia Comnena         | Teodora Cantacuzena               |  |  |       |  |  |                      |  |  |                         |  |
| Elena Paleologa        |                       | Eudocia Comnena         |                                   |  |  |       |  |  |                      |  |  |                         |  |
|                        | Pandolfo II Malatesta | Malatesta III Malatesta |                                   |  |  |       |  |  |                      |  |  |                         |  |
|                        | Pandolfo II Malatesta | Malatesta III Malatesta |                                   |  |  |       |  |  |                      |  |  |                         |  |
|                        | Pandolfo II Malatesta | Costanza Ondedei        |                                   |  |  |       |  |  |                      |  |  |                         |  |
| Malatesta IV Malatesta | Pandolfo II Malatesta |                         |                                   |  |  |       |  |  |                      |  |  |                         |  |
|                        |                       | Paola Orsini            | Bertoldo Orsini                   |  |  |       |  |  |                      |  |  |                         |  |
|                        |                       | Paola Orsini            | Bertoldo Orsini                   |  |  |       |  |  |                      |  |  |                         |  |
|                        |                       | Paola Orsini            | …                                 |  |  |       |  |  |                      |  |  |                         |  |
| Cleofe Malatesta       |                       | Paola Orsini            |                                   |  |  |       |  |  |                      |  |  |                         |  |
|                        |                       | Rodolfo II da Varano    | Berardo II da Varano              |  |  |       |  |  |                      |  |  |                         |  |
|                        |                       | Rodolfo II da Varano    | Berardo II da Varano              |  |  |       |  |  |                      |  |  |                         |  |
|                        |                       | Rodolfo II da Varano    | Bellaforte di Gualtiero Brunforte |  |  |       |  |  |                      |  |  |                         |  |
| Elisabetta da Varano   |                       | Rodolfo II da Varano    |                                   |  |  |       |  |  |                      |  |  |                         |  |
|                        |                       | Camilla Chiavelli       | Finuccio Chiavelli                |  |  |       |  |  |                      |  |  |                         |  |
|                        |                       | Camilla Chiavelli       | Finuccio Chiavelli                |  |  |       |  |  |                      |  |  |                         |  |
|                        |                       | Camilla Chiavelli       | …                                 |  |  |       |  |  |                      |  |  |                         |  |
|                        |                       | Camilla Chiavelli       |                                   |  |  |       |  |  |                      |  |  |                         |  |

### Fonti primarie
- (IT)  Chroniques d'Amadi et de Strambaldi. T. 1.
- (IT)  Chroniques d'Amadi et de Strambaldi. T. 2.
- (IT)  Chronique de l'Île de Chypre.
- (LA)  Ducæ Michælis Ducæ nepotis Historia Byzantina.
- (FR)  Histoire généalogique et chronologique de la maison royale de France.

### Letteratura storiografica
- (FR)  Les familles d'outre-mer.